# Alfonso
Alfonso  è un nome proprio di persona italiano maschile.

## Varianti
- Maschili: Alfonzo, Alonzo[1][3], Alonso[3]
  - Alterati: Alfonsino
  - Ipocoristici: Fonso
- Femminili: Alfonsa[4], Alfonza
  - Alterati: Alfonsina[1], Alfonzina

### Varianti in altre lingue
- Francese: Alphonse[1][3]
  - Femminili: Alphonsine[3][5]
- Galiziano: Afonso[1]
- Inglese: Alphonso[1][3][6], Alphonzo[1]
  - Ipocoristici: Fonso[3], Fonsie[3], Fonz[3], Fonzie[3]
- Latino: Alphunsus[2], Alphonsus[3]
- Olandese: Alfons[1]
  - Ipocoristici: Fons[1], Funs[1], Funske[1]
- Polacco: Alfons[1]
- Portoghese: Afonso[1]
- Sloveno: Alfonz[1]
- Spagnolo: Alfonso[1][3][6], Alonso[1][3]
- Tedesco: Alfons[1]
- Ungherese: Alfonz

## Origine e diffusione
Di origini gotiche, il nome Alfonso si è diffuso dapprima in Spagna e nella Penisola Iberica, a causa dei numerosi re visigoti e dei loro discendenti. Da qui, poi, è entrato in uso anche nell'onomastica italiana, passando innanzitutto dal sud Italia, a causa della dominazione aragonese prima e di quella borbonica poi.
L'etimologia non è del tutto chiara. Generalmente viene considerato un derivato di Adalfuns, composto da adal (o athal, "nobile") e da funs ("pronto", "preparato"); il primo elemento viene tuttavia ricondotto anche a hild ("battaglia", il che lo renderebbe una variante di Ildefonso) o a hadu (sempre "battaglia"). È altresì possibile che più nomi diversi si siano fusi in un'unica forma.

## Onomastico
L'onomastico in genere si festeggia il 1º agosto, in onore di sant'Alfonso Maria de' Liguori, vescovo e fondatore della Congregazione del Santissimo Redentore. Si ricordano poi molti altri santi e beati con questo nome, fra i quali, alle date seguenti:
- 14 gennaio, beata Alfonsa Clerici, religiosa preziosina[9]
- 4 febbraio, beato Alfonso de Meneses, mercedario[9]
- 6 febbraio, sant'Alfonso Maria Fusco, fondatore della congregazione delle battistine[9]
- 14 aprile, sant'Alfonso da Siviglia, religioso e mercedario[9]
- 20 aprile, beato Alfonso da Oria, francescano[9]
- 1º giugno, beato Alfonso Navarrete, martire a Ōmura[9]
- 28 luglio, santa Alfonsa dell'Immacolata Concezione, francescana clarissa[9]
- 13 agosto, beato Alfonso Miquel Garriga C.M.F., religioso, appartenente ai Martiri Clarettiani di Barbastro
- 15 agosto, beato Alfonso Sorribes Teixidó C.M.F., seminarista e martire
- 10 settembre, beato Alfonso de Mena, religioso e martire a Nagasaki[9]
- 19 settembre, sant'Alfonso de Orozco, sacerdote agostiniano[9]
- 22 settembre, beato Alfonso da Cusco, mercedario[9]
- 23 settembre, beato Alfonso da Burgos, mercedario[9]
- 31 ottobre, sant'Alfonso Rodríguez, gesuita[8][9]
- 19 novembre, beata Alfonsina Danil Ghaţţas, fondatrice delle suore del Rosario[10]

## Persone

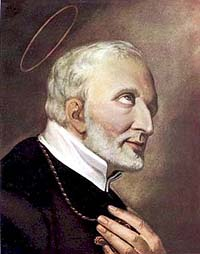
Alfonso Maria de' Liguori

- Alfonso V d'Aragona, Re di Aragona, Napoli, Valencia, Sicilia, Sardegna e Majorca e conte di Barcellona
- Alfonso II d'Aragona, Re di Napoli
- Alfonso III delle Asturie, re delle Asturie
- Alfonso X di Castiglia, re di Castiglia e León
- Alfonso I d'Este, duca di Ferrara, Modena e Reggio
- Alfonso VI di León, re di León
- Alfonso Maria de' Liguori, vescovo cattolico, compositore e santo italiano
- Alfonso La Marmora, generale e politico italiano
- Alfonso Pecoraro Scanio, politico e avvocato italiano
- Alfonso Signorini, giornalista, personaggio televisivo, scrittore, conduttore radiofonico e conduttore televisivo italiano

### Variante Alphonso

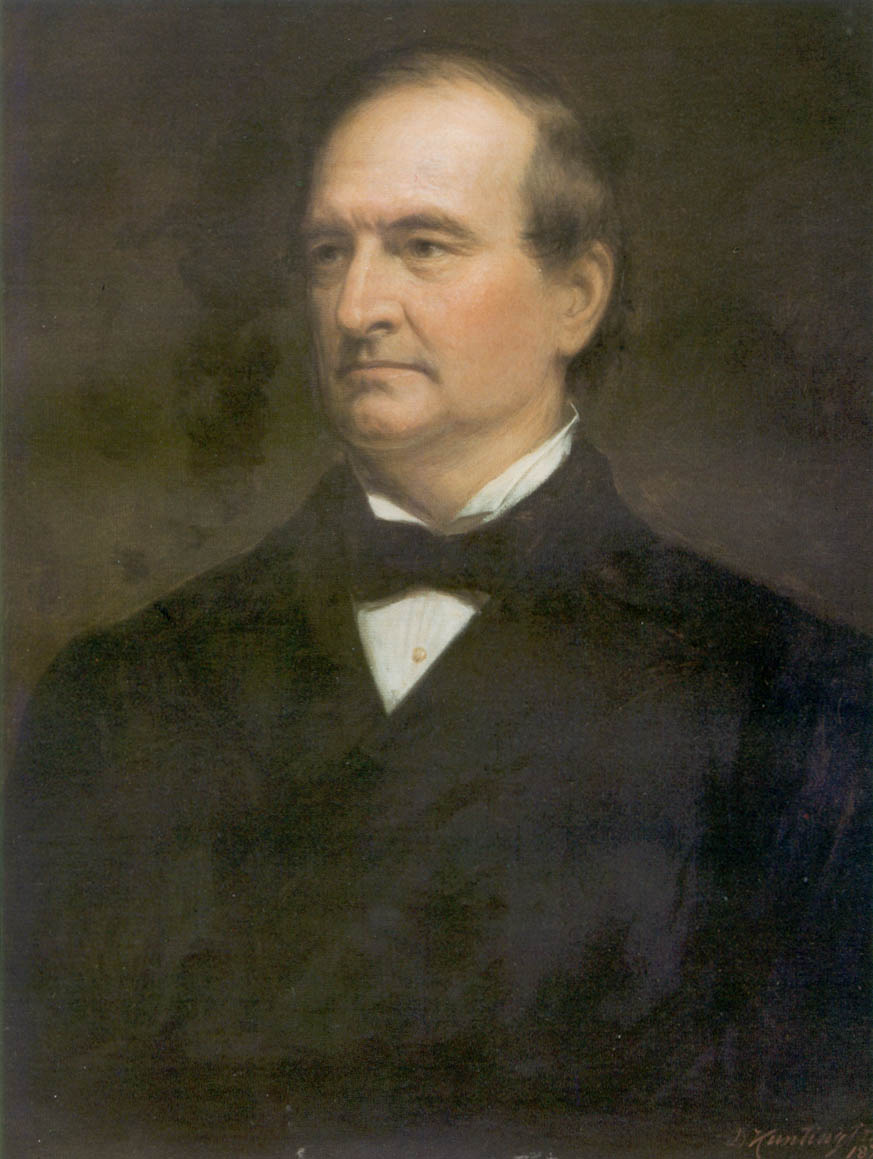
Alphonso Taft

- Alphonso Davies, calciatore canadese
- Alphonso Barto, politico statunitense
- Alphonso Ford, cestista statunitense
- Alphonso Johnson, bassista statunitense
- Alphonso McAuley, attore statunitense
- Alphonso Taft, politico statunitense

### Variante Alphonse

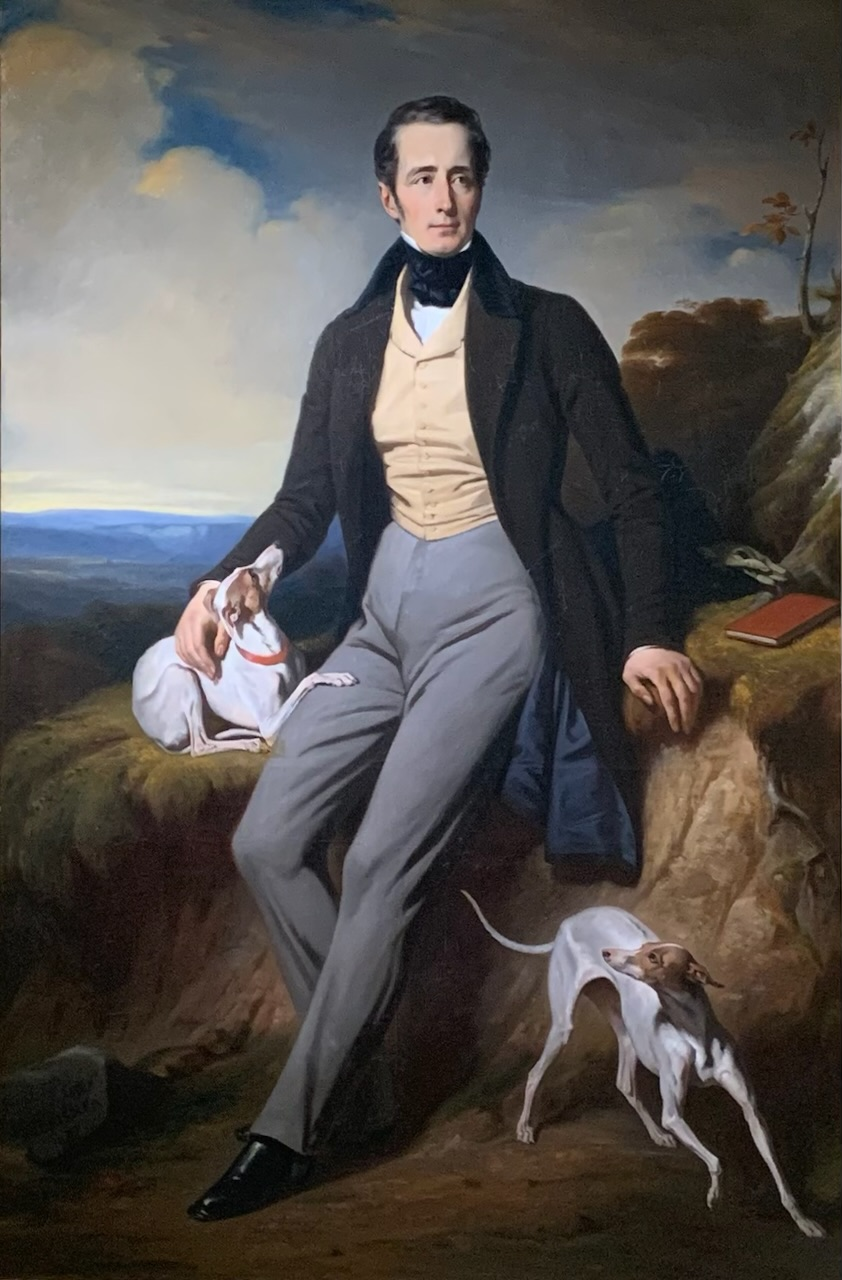
Alphonse de Lamartine

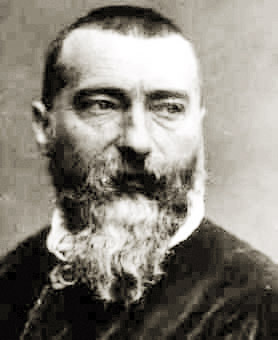
Alphonse Karr

- Alphonse Allais, scrittore e umorista francese
- Alphonse Bernoud, fotografo francese
- Alphonse Capone, vero nome di Al Capone, criminale statunitense
- Alphonse Daudet, scrittore e drammaturgo francese
- Alphonse de Candolle, botanico svizzero
- Alphonse de Lamartine, poeta, scrittore, storico e politico francese
- Alphonse de Tonti, ufficiale francese
- Alphonse Georges, generale francese
- Alphonse Juin, generale francese
- Alphonse Karr, giornalista e scrittore francese
- Alphonse Legros, pittore, incisore e scultore francese naturalizzato britannico
- Alphonse Lemerre, editore e scrittore francese
- Alphonse Milne-Edwards, naturalista e zoologo francese
- Alphonse Osbert, pittore francese
- Alphonse Pénaud, ingegnere, inventore e pioniere dell'aviazione francese
- Alphonse Marie Ratisbonne, avvocato e sacerdote francese

### Variante Alfons
- Alfons Alzamora, cestista spagnolo
- Alfons Anker, architetto tedesco

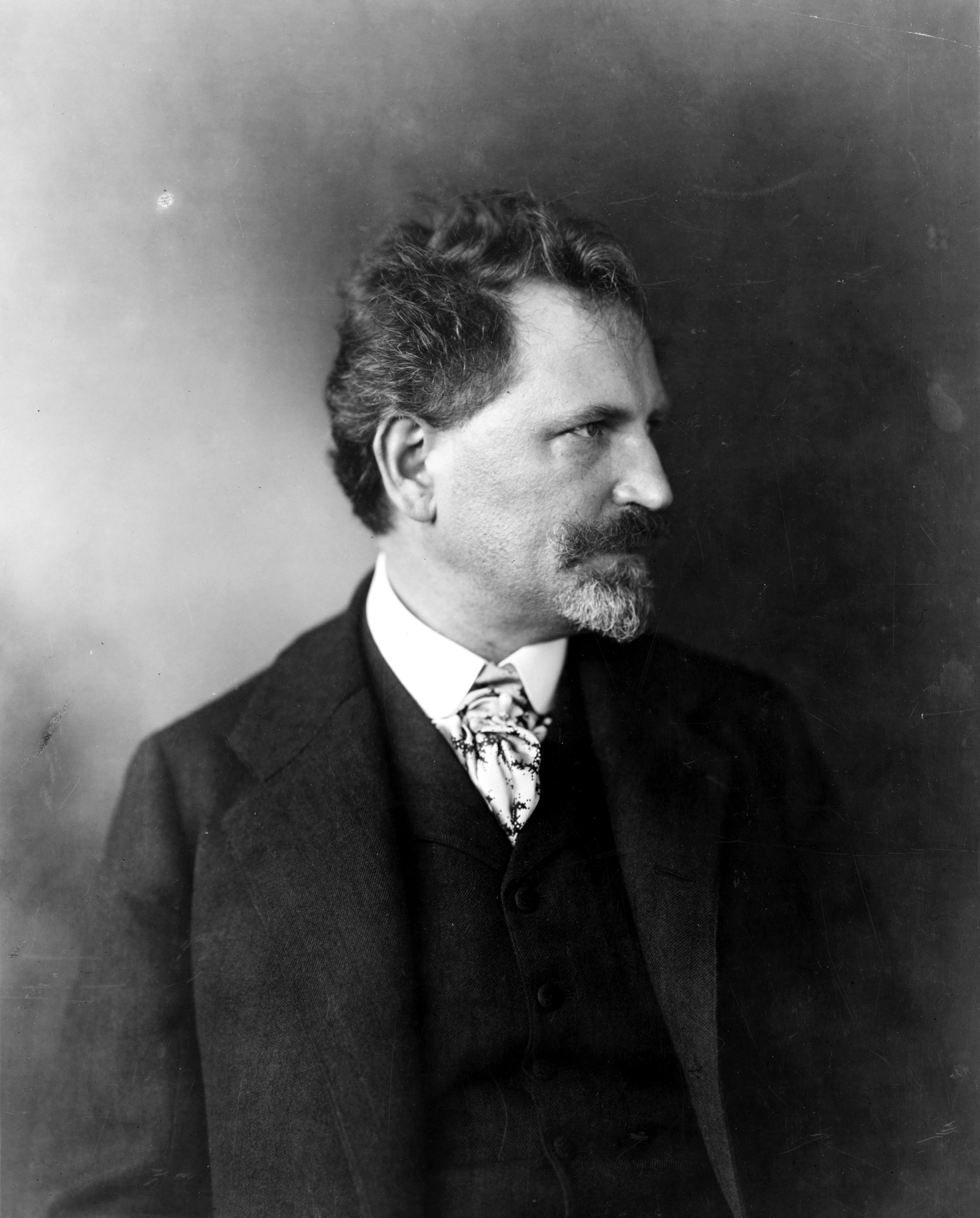
Alfons Mucha

- Alfons Benedikter, politico italiano
- Alfons Deloor, ciclista su strada belga
- Alfons De Winter, calciatore e allenatore di calcio belga
- Alfons De Wolf, ciclista su strada e pistard belga
- Alfons Dorfner, canoista austriaco
- Alfons Gorbach, politico austriaco
- Alfons Julen, sciatore di pattuglia militare e fondista svizzero
- Alfons Jēgers, calciatore lettone
- Alfons Mucha, pittore e scultore ceco
- Alfons Novickis, calciatore lettone
- Alfons Peeters, calciatore belga
- Alfons Rebane, militare estone
- Alfons Schöne, schermidore tedesco
- Alfons Maria Stickler, cardinale e arcivescovo cattolico austriaco
- Alfons Van Brandt, calciatore belga

### Variante Afonso
- Afonso I del Congo, re del Congo

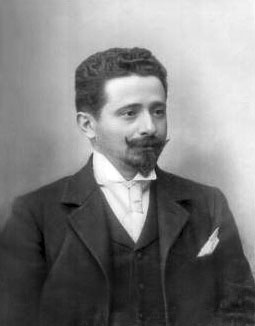
Afonso Costa

- Afonso Álvares, architetto portoghese
- Afonso Álvares Guerreiro, poeta portoghese
- Afonso Alves, calciatore brasiliano
- Afonso Costa, avvocato e politico portoghese
- Afonso Eanes do Coton, trovatore galiziano
- Afonso de Azevedo Évora, cestista brasiliano
- Afonso Lopez de Baian, trovatore portoghese
- Afonso Mendez de Besteiros, trovatore portoghese
- Afonso Augusto Moreira Pena, avvocato e politico brasiliano
- Afonso Sanches, conte di Albuquerque, signore di Conde e trovatore

### Variante Alonso

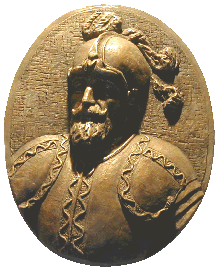
Alonso de Alvarado

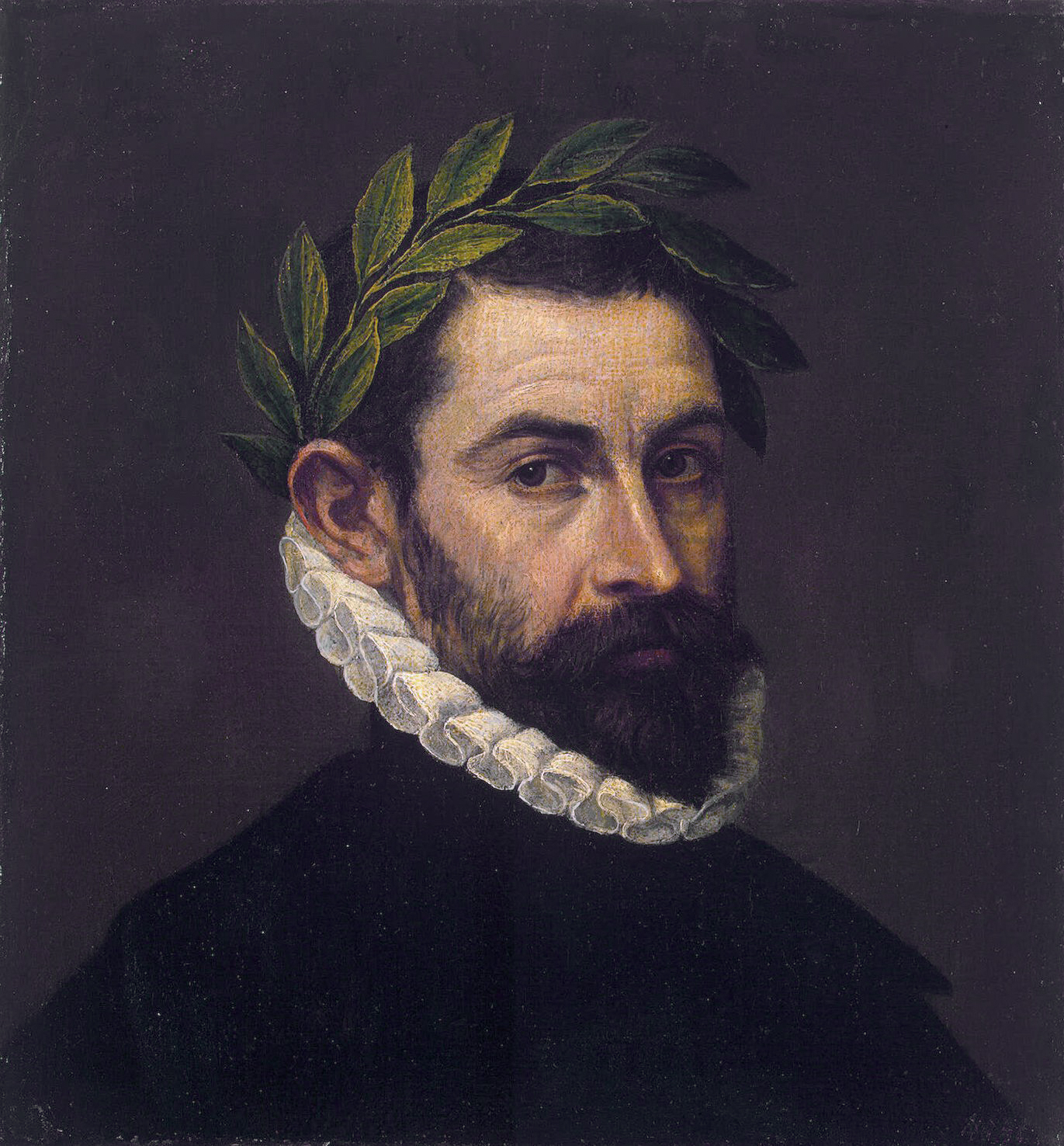
Alonso de Ercilla

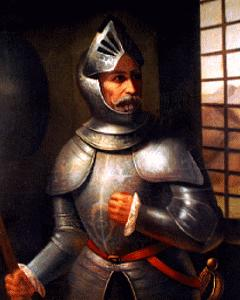
Alonso García de Ramón

- Alonso Álvarez de Pineda, esploratore e cartografo spagnolo
- Alonso Berruguete, pittore, scultore e architetto spagnolo
- Alonso Cano, scultore, architetto e pittore spagnolo
- Alonso Carbonel, architetto e scultore spagnolo
- Alonso de Acevedo, poeta spagnolo
- Alonso de Alcalá y Herrera, poeta spagnolo
- Alonso de Alvarado, conquistador spagnolo
- Alonso de Contreras, militare, avventuriero e scrittore spagnolo
- Alonso de Córdoba, conquistador spagnolo
- Alonso de Corduba, pittore spagnolo
- Alonso de Ercilla, poeta, scrittore ed esploratore spagnolo
- Alonso de Figueroa y Córdoba, militare spagnolo
- Alonso de Góngora Marmolejo, conquistador e storico spagnolo
- Alonso de la Vera Cruz, teologo spagnolo
- Alonso de Ledesma poeta e scrittore spagnolo
- Alonso De León, esploratore e governatore spagnolo
- Alonso de Ojeda, esploratore, navigatore e governatore coloniale spagnolo
- Alonso de Orozco, religioso, mistico e santo spagnolo
- Alonso de Reinoso, conquistador spagnolo
- Alonso de Ribera, militare spagnolo
- Alonso de Salazar, esploratore spagnolo
- Alonso de Sotomayor, conquistador spagnolo
- Alonso Edward, atleta panamense
- Alonso Fernández de Avellaneda, scrittore spagnolo
- Alonso Fernández de Lugo, conquistador spagnolo
- Alonso García Bravo, condottiero, architetto e urbanista spagnolo
- Alonso García de Ramón, militare spagnolo
- Alonso González de Nájera, militare spagnolo
- Alonso Mudarra, compositore spagnolo
- Alonso Núñez de Haro y Peralta, arcivescovo cattolico spagnolo
- Alonso Rodriguez, pittore italiano
- Alonso Solís, calciatore costaricano

### Variante Alonzo
- Alonzo Babers, atleta statunitense
- Alonzo Bradley, cestista statunitense
- Alonzo Church, matematico e logico statunitense
- Alonzo di Benedetto, architetto italiano
- Alonzo Gee, cestista statunitense
- Alonzo Mourning, cestista statunitense

### Altre varianti maschili
- Fons Bastijns, calciatore belga
- Alfonz Bednár, traduttore, sceneggiatore e narratore slovacco
- Alfonzo Dennard, giocatore di football americano statunitense
- Fons Rademakers, regista e attore olandese
- Fons van Wissen, calciatore olandese

### Variante femminile Alfonsina

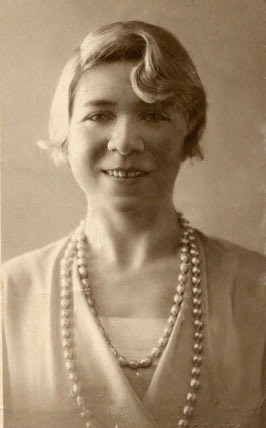
Alfonsina Storni

- Alfonsina Orsini, nobildonna italiana
- Alfonsina Pieri, attrice, attrice teatrale e doppiatrice italiana
- Alfonsina Strada, ciclista su strada italiana
- Alfonsina Storni, poetessa, drammaturga e giornalista argentina

### Altre varianti femminili
- Alphonsine, attrice teatrale francese
- Alfonsa dell'Immacolata Concezione, religiosa e santa indiana
- Alfonsa Clerici, religiosa italiana

## Il nome nelle arti
- Don Alfonso è uno dei personaggi dell'opera buffa Così fan tutte composta da Wolfgang Amadeus Mozart.
- Alfonso, o Mostralfonso, è un personaggio dei fumetti e pupazzo animato della televisione
- Alonzo è un personaggio del musical Cats.
- Alphonse Elric è un personaggio della serie manga e anime Fullmetal Alchemist.
- Alfonso Nitti è il protagonista del romanzo Una vita di Italo Svevo.
- Alonso Quixano è un personaggio del romanzo di Miguel de Cervantes Don Chisciotte della Mancia.
- Alfons Sonnbichler è un personaggio della soap opera Tempesta d'amore.